# Joachim Tanck
Joachim Tanck (* 1724 in Lübeck; † 22. Oktober 1793 ebenda) war ein deutscher Jurist und Bürgermeister der Hansestadt Lübeck.

## Leben
Tanck studierte Rechtswissenschaften an der Universität Jena und schloss dort 1747 mit der Promotion zum Dr. jur. bei Johann Rudolf Engau im Gesellschaftsrecht über die gewöhnliche Handelsgesellschaft, also die Grundform kaufmännischen Handelns in seiner Heimatstadt, ab. Er wurde 1766 Ratsherr und 1783 Bürgermeister in Lübeck.